# Liste der Stolpersteine in Hünfeld
Die Liste der Stolpersteine in Hünfeld enthält alle Stolpersteine, die im Rahmen des gleichnamigen Kunstprojekts von Gunter Demnig in Hünfeld verlegt wurden. Mit ihnen soll an Opfer des Nationalsozialismus erinnert werden, die in Hünfeld lebten und wirkten.

## Liste der Stolpersteine
| Adresse           | Person(en)                        | Inschrift mit Ergänzungen | Verlegedatum  | Bild                                                   | Anmerkung |
| ----------------- | --------------------------------- | --- | ------------- | ------------------------------------------------------ | --------- |
| Brunnenstraße 2 · | Czerna 'Sophie' Bienstein         | Hier wohnte Czerna ‘Sophie’ Bienstein Jg. 1876 deportiert 22.11.1941 Kowno ermordet 25.11.1941                                        | 23. Okt. 2009 | Stolperstein Hünfeld Brunnenstraße 2 Czerna Bienstein  |           |
| Brunnenstraße 2 · | Meier Bienstein                   | Hier wohnte Meier Bienstein Jg. 1876 deportiert 22.11.1941 Kowno ermordet 25.11.1941                                                  | 23. Okt. 2009 | Stolperstein Hünfeld Brunnenstraße 2 Meier Bienstein   |           |
| Brunnenstraße 4 · | Isaak Würzburger                  | Hier wohnte Isaak Würzburger Jg. 1900 deportiert 1941 Riga ermordet 1942 in Salaspils                                                 | 23. Okt. 2009 | Stolperstein Hünfeld Brunnenstraße 4 Isaak Würzburger  |           |
| Brunnenstraße 4 · | Klara Würzburger geb. Weinsberg   | Hier wohnte Klara Würzburger geb. Weinsberg Jg. 1908 deportiert 1941 Riga ermordet 1943 in Auschwitz                                  | 23. Okt. 2009 | Stolperstein Hünfeld Brunnenstraße 4 Klara Würzburger  |           |
| Brunnenstraße 4 · | Manfred Weinsberg                 | Hier wohnte Manfred ‘Fredy’ Weinsberg Jg. 1923 deportiert Majdanek ermordet 11.9.1942                                                 | 23. Okt. 2009 | Stolperstein Hünfeld Brunnenstraße 4 Manfred Weinberg  |           |
| Fuldaer Berg 9 ·  | Hulda Steinberger geb. Rabenstein | Hier wohnte Hulda Steinberger geb. Rabenstein Jg. 1886 deportiert 1941 Riga ermordet in Minsk                                         | 23. Okt. 2009 | Stolperstein Hünfeld Fuldaer Berg 9 Hulda Steinberger  |           |
| Fuldaer Berg 9 ·  | Isak Steinberger                  | Hier wohnte Isak Steinberger Jg. 1882 deportiert 1941 Riga ermordet in Minsk                                                          | 23. Okt. 2009 | Stolperstein Hünfeld Fuldaer Berg 9 Isak Steinberger   |           |
| Gartenstraße 1 ·  | Emilie Strauss                    | Hier wohnte Emilie 'Milly' Strauss Jg. 1927 Flucht 1939 Holland interniert Westerbork deportiert 18.5.1943 Sobibor ermordet 21.5.1943 | 23. Okt. 2009 | Stolperstein Hünfeld Gartenstraße 1 Emilie Strauss     |           |
| Gartenstraße 1 ·  | Frieda Wertheim geb. Wertheim     | Hier wohnte Frieda Wertheim geb. Wertheim Jg. 1876 deportiert 1941 Riga ermordet 1943 in Auschwitz                                    | 23. Okt. 2009 | Stolperstein Hünfeld Gartenstraße 1 Frieda Wertheim    |           |
| Gartenstraße 1 ·  | Isaak Wertheim                    | Hier wohnte Isaak Wertheim Jg. 1867 deportiert 1941 Riga ermordet 1943 in Auschwitz                                                   | 23. Okt. 2009 | Stolperstein Hünfeld Gartenstraße 1 Isaak Wertheim     |           |
| Gartenstraße 23 · | Ida Nussbaum geb. Mann            | Hier wohnte Ida Nussbaum geb. Mann Jg. 1873 deportiert 7.9.1942 Theresienstadt ermordet 29.9.1942 in Treblinka                        | 23. Okt. 2009 | Stolperstein Hünfeld Gartenstraße 23 Ida Nussbaum      |           |
| Gartenstraße 23 · | Julius Nussbaum                   | Hier wohnte Julius Nussbaum Jg. 1869 deportiert 7.9.1942 Theresienstadt ermordet 29.9.1942 in Treblinka                               | 23. Okt. 2009 | Stolperstein Hünfeld Gartenstraße 23 Julius Nussbaum   |           |
| Töpferstraße 20 · | Helene Strauss                    | Hier wohnte Helene Strauss Jg. 1874 deportiert 1.9.1942 Theresienstadt ermordet 18.9.1942                                             | 23. Okt. 2009 | Stolperstein Hünfeld Töpferstraße 20 Helene Strauss    |           |
| Töpferstraße 20 · | Josephine Strauss                 | Hier wohnte Josephine Strauss Jg. 1871 deportiert 1.9.1942 Theresienstadt ermordet 22.8.1944                                          | 23. Okt. 2009 | Stolperstein Hünfeld Töpferstraße 20 Josephine Strauss |           |